# Mathieu Glavany
Pour les articles homonymes, voir Glavany.
 (juillet 2017).
Mathieu Glavany, né le 16 mai 1977, est un joueur français de rugby à XV.

## Biographie
Mathieu Glavany est un joueur de rugby professionnel passé par le Stade français et le Racing 92.
Il arrête sa carrière de joueur de rugby en 2004.
Il figure dans l'édition 2001 du calendrier Les Dieux du stade.
Mathieu Glavany est le petit fils de Monique Barret (1923-2017) et de Roland Glavany (1922-2017) général de corps aérien  et le  fils de l'ancien ministre socialiste Jean Glavany.

## Carrière de joueur

### En club
- 1997-2001 : Stade français Paris
- 2001-2002 : Métro Racing 92

## Palmarès
- Champion de France Junior Reichel en 1999 avec le Stade français Paris
- Champion de France en 2000 où il joua le quart de finale contre l’USA Perpignan avec le Stade français Paris

## Divers
Il mesure 1,71 m pour 74 kg.

## Sources
1. 1 2  (en) « Family tree of Jean GLAVANY », sur Geneanet (consulté le 26 avril 2024)

- https://www.ladepeche.fr/article/2002/03/18/148074-Tarbes-avec-un-buteur-et-de-la-reussite.html